# La Folie (Calvados)
La Folie è un comune francese di 115 abitanti situato nel dipartimento del Calvados nella regione della Normandia.

## Società

### Evoluzione demografica
Abitanti censiti